# Gagrellenna bipunctata
Gagrellenna bipunctata is een hooiwagen uit de familie Sclerosomatidae.